# Máy cạp
Máy cạp là máy làm đất, cắt, vét và vận chuyển đất thường sử dụng trong xây dựng các công trình đập thủy lợi và đập thủy điện.